# Tanthofkade
De Tanthofkade is een dijk in de Nederlandse provincie Zuid-Holland, die vanaf Den Hoorn uiteindelijk naar de Abtswoude ten zuiden van Delft loopt. Vanaf Den Hoorn loopt de Tanthofkade tussen de bebouwde kom van Delft: de Buitenhof, en het recreatiegebied van Kerkpolder door naar het zuiden. De kade scheidt daar de Abtswoudsepolder van de Kerkpolder. Daarna komt de kade langs de volgende wijk in Delft: Tanthof. Na Delft loopt de kade door in de polder tussen Delft en Schiedam en buigt daar nog naar het oosten af. Daar ligt ook het andere einde van de kade.
Eeuwen geleden moest de dijk de Lage Abtwoudsche polder en Delft beschermen tegen water vanuit het westen. In de middeleeuwen was de naam 't Anthooft.

## Foto's

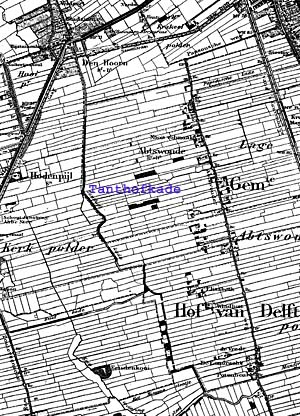
Tanthofkade op kaart uit ca 1874
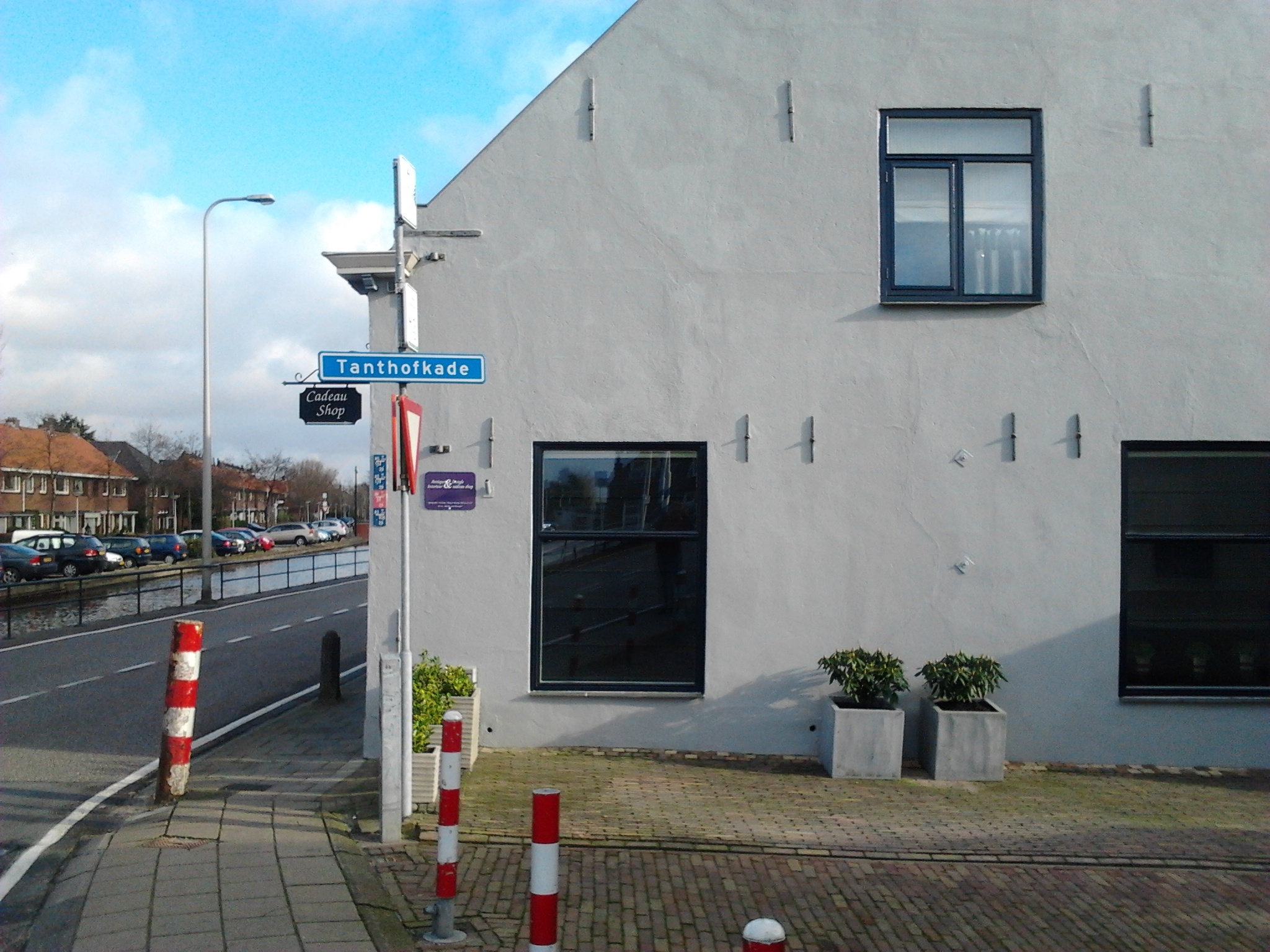
Start van de Tanthofkade bij Den Hoorn